# Marcial Ortiz
Marcial Ortiz (* 1910; † 3. Dezember 2007 in Tlalnepantla, Edo. de México), auch bekannt unter den Spitznamen Chato, Ñato und Ranchero, war ein mexikanischer Fußballspieler, der im Mittelfeld agierte.

## Leben
„Chato“ Ortiz spielte vermutlich während seiner gesamten Karriere ausschließlich für den Club Necaxa. Seine Zugehörigkeit zu den Necaxistas lässt sich aufgrund der bekannten Quellenlage erstmals 1930 nachweisen, als er das Eröffnungsspiel des Parque Necaxa bestritt. Bei der Vizemeisterschaft der Saison 1931/32 war er ebenso anwesend wie beim Titelgewinn der folgenden Saison 1932/33. Bei Necaxas Pokalsieg von 1936 war „Ranchero“ Ortiz ebenso beteiligt wie an den beiden folgenden Meistertiteln der Hauptstadtliga in den Spielzeiten 1936/37 und 1937/38, als er auch zum Kader der mexikanischen Fußballnationalmannschaft gehörte und insgesamt fünf Länderspiele absolvierte: sein Debüt gab er am 25. September 1937 in einem Freundschaftsspiel gegen die USA (5:1) und seine anderen vier Spiele bestritt er im Februar 1938 bei den Zentralamerikanischen Meisterschaften von 1938, aus denen Mexiko als Sieger hervorging. Seine letzte bekannte Saison bei Necaxa war 1941/42.
Marcial Ortiz Chávez, der letzte Überlebende der unter dem Begriff Once Hermanos (span. für Elf Brüder) in die mexikanische Fußballgeschichte eingegangenen Erfolgsmannschaft von Necaxa, die zwischen 1932/33 und 1937/38 vier Meistertitel gewann, starb am Montag, den 3. Dezember 2007 im Alter von 97 Jahren eines natürlichen Todes.

## Erfolge

### Verein
- Mexikanischer Meister: 1932/33, vermutlich 1934/35 sowie 1936/37 und 1937/38
- Mexikanischer Pokalsieger: 1936

### Nationalmannschaft
- Zentralamerikanischer Meister: 1938